# Очеретянка оливкова
Очеретянка оливкова (Acrocephalus kerearako) — вид птахів роду очеретянок. Знаходиться під загрозою зникнення, ендемік, що мешкає на островах Мангала та Мітіаро (Острови Кука). Традиційні назви — кереарако (кук.  Kereārako), що використовується на острові Мангал, і каоко (кук. Ka'oko), що використовується на острові Мітіаро.
Цей вид живе в субтропічних і тропічних лісах, болотах та сільських садах. Значну загрозу для птахів становлять завезені європейцями щури та кішки.